# کشتار رومبولا
کشتار رومبولا اصطلاحی جمعی برای اشاره به کشتار یهودیان در جریان هولوکاست در روزهای ۳۰ نوامبر و ۸ دسامبر ۱۹۴۱ است که در جریان آن حدود ۲۵۰۰۰ تن در جنگل رومبولا در نزدیکی ریگا، لتونی یا در راه رسیدن به آنجا کشته شدند. به استثنای کشتار بابی یار در اوکراین، رومبولا بزرگترین جنایت دو روزهٔ هولوکاست تا زمان به راه افتادن اردوگاه‌های مرگ بود. حدود ۲۴۰۰۰ نفر از قربانیان از جمله یهودیان لتونی از گتو ریگا و تقریباً ۱۰۰۰ نفر نیز از یهودیان آلمانی بودند که با قطار به جنگل منتقل شده بوند.
کشتار رومبولا توسط آینزاتس‌گروپ A نازی و با کمک همدستان محلی از جمله آراس کوماندو انجام شد. مسئول عملیات رهبر اس‌اس و پلیس فریدریش یکلن بود که پیشتر ناظر بر کشتر مشابهی در اوکراین بود. رودلف لانگ که بعدها در کنفرانس وانزه نیز شرکت داشت بر اجرای این عملیات نیز نظارت داشت. کشتار رومبولا، همراه با بسیاری دیگر کشتارها، اساس دادرسی در دادگاه پساجنگ آینزاتس‌گروپن بود که در آن تعدادی از فرماندهان آینزاتس‌گروپن به جرم جنایت علیه بشریت مقصر شناخته شدند.

## عنوان
از این کشتار با نام‌های گوناگونی از جمله «اقدام بزرگ» و «اقدام رومبولا» یاد می‌شود، اما در لتونی تنها به آن «رومبولا» یا «رومبولی» می‌گویند. این عملیات گاه به نام فرمانده آن فریدریش یکلن، عملیات یکلن خوانده می‌شود. واژه «Aktion» – که در معنای تحت‌اللفظی خود در پارسی «عمل» یا «عملیات» بازگردانی می‌شود – توسط نازی‌ها به عنوان حسن تعبیری برای کشتار استفاده شد. سن تعبیر رسمی به کار گفته شده برای رومبولا، «عملیات تیراندازی» بود (Erschiessungsaktion). در دادگاه آینزاتس‌گروپن پیش از دادگاه نظامی نورنبرگ، بر روی این رویداد نامی گذاشته نشد بلکه به سادگی ار آن با عنوان «قتل ۱۰٬۶۰۰ یهودی» در ۳۰ نوامبر ۱۹۴۱ یاد شد.

## هولوکاست در لتونی

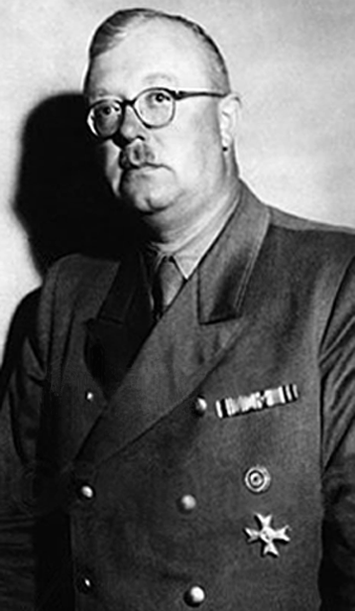
سیاست دولت مدنی هینریش لوهس در محدودسازی یهودیان لتونیایی در گتو ریگا باعث آسان شدن کار برای فریدریش یکلن در کشتار ۲۴٬۰۰۰ تن در تنها دو روز شد.

هولوکاست در لتونی در ۲۲ ژوئن ۱۹۴۱، و با حمله ارتش آلمان به اتحاد جماهیر شوروی، از جمله کشورهای حوزه بالتیک لیتوانی، لتونی و استونی که اندکی پیش از آن توسط نیروهای شوروی پس از یک دوره استقلال پسا جنگ جهانی اول اشغال شده بودند، آغاز شد. قتل یهودیان، کمونیست‌ها و دیگران تقریباً بلافاصله توسط جوخه‌های قتل آلمانی معروف به آینزاتس‌گروپن آغاز شد، و سازمان‌های دیگریی چون پلیس امنیت آلمان (Sicherheitspolizei یا Sipo) و سرویس امنیتی اس‌اس (Sicherheitsdienst یا SD) به آن‌ها یاری می‌رساندند. نخستین قتل‌ها در شب ۲۳ ژوئن ۱۹۴۱ در شهر گروبینا، نزدیک لیپایا صورت گرفتند؛ جایی که اعضای Sonderkommando 1a شش یهودی را در پورستان کلیسایی به قتل رساندند. اشغالگران نازی همچنین توسط لتونیایی‌های بومی معروف به آراس کوماندو و تا حدودی پلیس کمکی لتونی کمک می‌شدند.

### تشکیل گتو ریگا
هدف SD عاری از یهود ساختن لتونی بود. تا ۱۵ اکتبر ۱۹۴۱، نازی‌ها حدود ۳۰٬۰۰۰ یهودی از کل حدود ۶۶۰۰۰ یهودیی که توانایی فرار از کشور را پیش از اتمام اشغال آن توسط آلمان نداشتند، به قتل رسانده بودند. هینریش لوهس، که به جای رئیس SD، هاینریش هیملر، به آلفرد روزنبرگ گزارش می‌داد، بیشتر از آنکه خواهان کشتن یهودیان باشد می‌خواست همه دارایی‌های آنها را بدزدد، آنها را به گتوها محدود کند، و از آنها به عنوان کارگران برده استفاده کند. این درگیری بوروکراتیک سرعت کشتارها را در سپتامبر و اکتبر ۱۹۴۱ کند کرد. SD بر این باور بود که لوهس، به عنوان بخشی از «فرماندهی مدنی»، در برابر برنامه‌های آنها مقاومت می‌کند. در ۱۵ نوامبر ۱۹۴۱، لوهس از روزنبرگ درخواست راهنمایی دربارهٔ اینکه آیا همه یهودیان «بدون در نظر گرفتن ملاحظات اقتصادی» می‌بایست به قتل برسند یا نه را کرد. تا پایان اکتبر، لوهس همه یهودیان ریگا، و نیز مناطق اطراف را، در گتویی درون شهر که ۱۰ کیلومتر با رومبولا فاصله داشت، محاصره کرد.

## ورود فریدریش یکلن

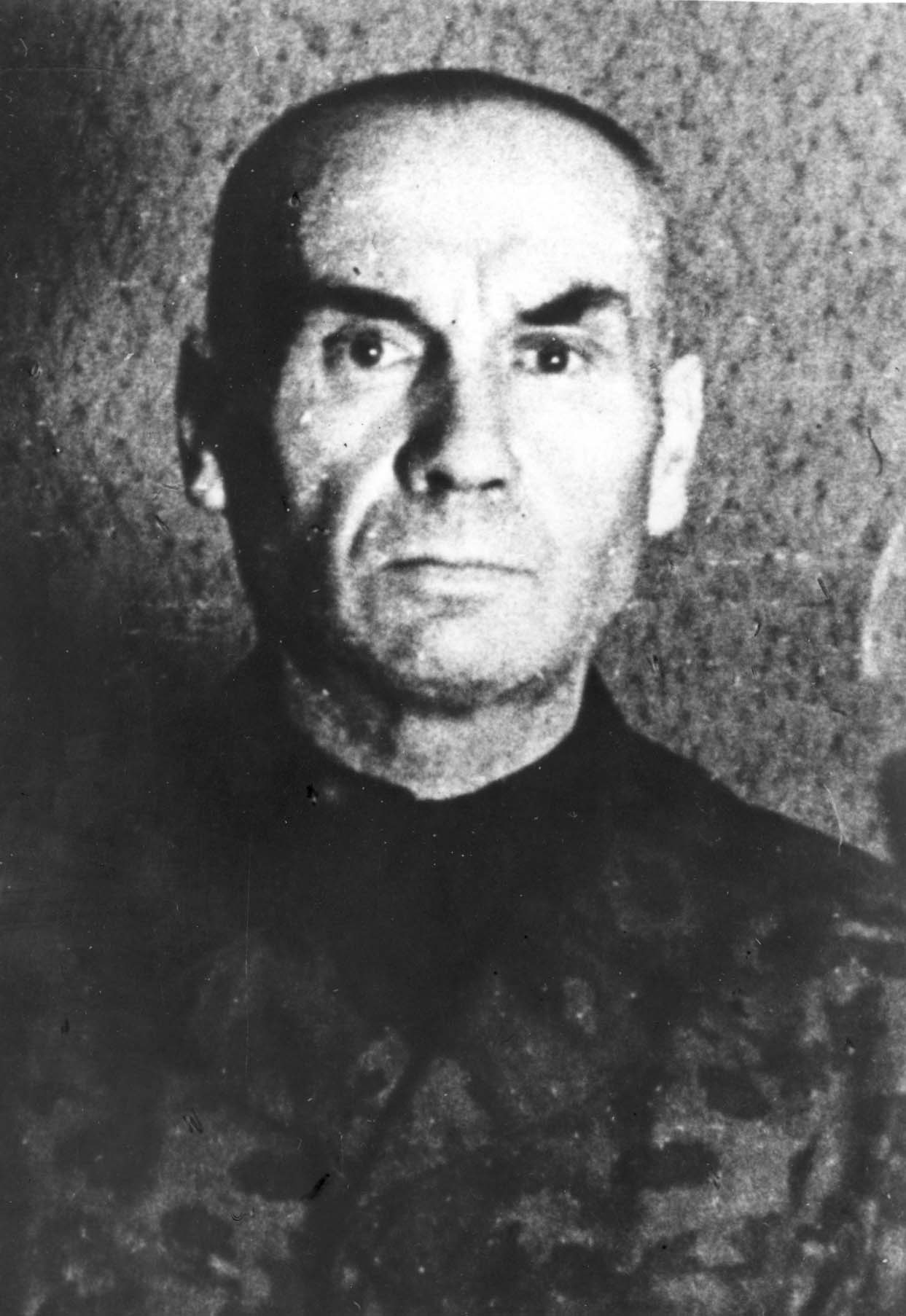
فریدریش یکلن در اسارت نیروهای شووری پس از دستگیری. او به خاطر مهارت بی‌رحمانهٔ خود در کشتارها نشان صلیب شایستگی جنگی را از مقامات آلمان نازی دریافت کرد.

### انگیزه
انگیزه هیملر این بود تا با از میان بردن یهودیان لتونی در ریگا بتواند یهودیان آلمانی و اتریشی را به آن گتو تبعید کند و به جای آن‌ها اسکان دهند. کشتارهای مشابهی به همین منظور در کوونو در ۲۸ اکتبر ۱۹۴۱ صورت گرفتند که در آن ۱۰٬۰۰۰ تن کشته شدند؛ همچنین در مینسک که ۱۳۰۰۰ در ۷ نوامبر و ۷۰۰۰ مورد دیگر در ۲۰ نوامبر مورد اصابت گلوله قرار گرفتند.
هیملر برای اجرای این طرح، فریدریش یکلن را از اوکراین به لتونی آورد. در اوکراین، یکلن پیشتر کشتارهایی از جمله بابی یار (با ۳۰ هزار کشته) را ترتیب داده بود. خدمه او شامل ۵۰ نیروی کشتار و پرسنل پشتیبانی بودند که در ۵ نوامبر ۱۹۴۱ وارد ریگا شدند. یکلن با آنها به ریگا نرفت، اما در عوض به برلین رفت و زمانی میان ۱۰ نوامبر و ۱۲ نوامبر ۱۹۴۱، با هیملر ملاقات کرد. هیملر به یکلن گفت که همه ساکنان گتو ریگا را بکشد و در صورتی که لوهس اعتراض کرد که آیا این دستوری از سوی هیملر بوده‌است یا خود هیتلر، بگوید که «به لوهس بگو که این دستور از سوی من است، اما خواسته پیشوا نیز همین است».
یکلن سپس به ریگا رفت و اوضاع را برای لوهس توضیح داد تا او دیگر اعتراضی نداشته باشد. تا میانه نوامبر ۱۹۴۱، یکلن در ساختمانی در بخش قدیمی ریگا معروف به Ritterhaus مستقر شده بود. در برلین، روزنبرگ، که در سلسله مراتب نازی ارشد لوهس به‌شمار می‌رفت، توانست امتیازی از هیملر بگیرد، و بتواند کارگران مرد یهودی ۱۶ تا ۶۰ ساله که کارشان برای تلاش‌های جنگی آلمان بسیار مهم تلقی می‌شد از گتو بیرون ببرد. در نتیجه، این افراد در امان ماندند، در حالی که زنان، کودکان، افراد پیر و ازکارافتاده مورد اصابت گلوله قرار گرفتند. طرح یکلن برای انجام این تفکیک قربانیان به طرح ایجاد «گتوی کوچک» معروف شد.

### برنامه‌ریزی برای کشتار

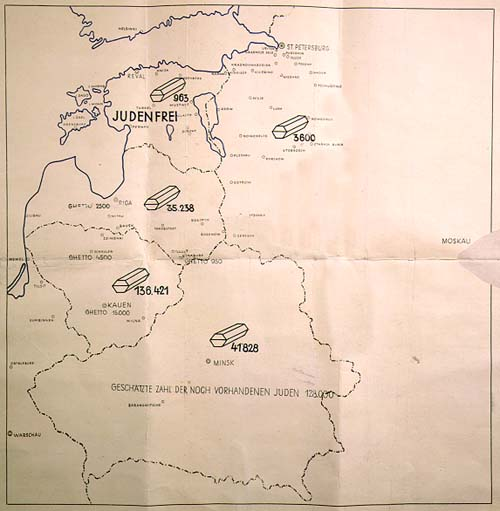
فرانتس اشتالکر، از دیگر عاملان نازی کشتار رومبولا، این نقشه را تهیه کرد. در آن، تابوت‌ها نمایانگر ۳۵٬۰۰۰ یهودی باقیمانده در لتونی هستند. در نقشه، استونی با عنوان «عاری از یهود» به تصویر کشیده شده‌است.

به منظور اجرای دستور هیملر برای پاکسازی گتو، یکلن می‌بایست روزانه ۱۲٬۰۰۰ نفر را می‌کشت. در آن هنگام از سال، فقط حدود هشت ساعت از روز رشن بود، بنابراین، آخرین ستون قربانیان باید پیش از ۱۲:۰۰ ظهر از گتوی ریگا خارج می‌شدند. در کل مسیر ستون ۱۰ کیلومتری نگهبانان در هر دو طرف مسیر گماشته شده بودند. کل فرایند برای اجرا به حدود ۱۷۰۰ پرسنل نیاز داشت.
ارنست هنیکر، متخصص ساخت و ساز که برای یکلن کار می‌کرد، بعدها ادعا کرد که هنگامی که از نیت کشتار مطلع شده بود، شوکه شده‌است، اما با این حال در آن زمان هیچ اعتراضی نکرد و برای نظارت بر کندن شش گودال قتل، که برای دفن ۲۵۰۰۰ نفر کافی بود، اقدام کرد. کندن گودالها توسط ۲۰۰ یا ۳۰۰ اسیر جنگی روسی انجام شد. گودالها به صورت هدفمندی طراحی شده بودند: آنها در سطوحی مانند هرم وارونه، با سطوحی که به سوی بالا گشاده می‌شدند و سطحی شیب‌دار که به سطوح مختلف می‌رفت، تا قربانیان به معنای واقعی کلمه به داخل گورهای خود وارد شوند. حدود سه روز طول کشید تا کندن چاله‌ها در ۲۳ نوامبر ۱۹۴۱ به پایان برسد.
تیراندازی‌ها توسط ۱۰ یا ۱۲ مرد از محافظان یکلن انجام شدند. بعدها، راننده شخصی یکلن، یوهانس زینگلر، در شهادتنامه خود ادعا کرد که یکلن با تهدید به آسیب رساندن به خانواده زینگلر، او را مجبور کرده‌است که اقدام به تیراندازی کند. در کشتارهای مشابه در روسیه و اوکراین، برخلاف گفته زینگلر، شواهد بسیاری وجود داشت مبنی بر اینکه قاتلان به شکل داوطلبانه و گاه با اشتیاق در عملیات مشارکت می‌کردند، و کسانی که حاضر به شرکت در تیراندازی‌ها نبودند دچار عواقب نامطلوب نمی‌شدند. به ویژه، اروین شولتز، رئیس آینزاتس‌کماندو ۵، از شرکت در بابی یار خودداری کرد و بنا به درخواست خودش بدون از دست دادن جایگاه حرفه‌ای به موقعیت پیش از جنگ خود در برلین بازگشت.
یکلن در گروه خود هیچ لتونیایی که حاضر به تیراندازی باشد نداشت. در چشم یکلن، شلیک به قربانیان در گودال‌ها نشان افتخار به‌شمار می‌رفت و او می‌خواست ثابت کند که آلمانی‌ها ذاتاً تیراندازانی بهتر از لتونیایی‌ها هستند. یکلن همچنین برای انجام خواسته‌های خود به سایر سازمان‌ها، حتی سازمان‌های نازی، اعتمادی نداشت. اگرچه SD و پلیس نظم نیز در جریان عملیات بودند، اما یکلن گروه ویژه خود را برای نظارت بر همه جنبه‌های عملیات تعیین کرد.

### تصمیم‌گیری دربارهٔ مکان کشتار
یکلن و یکی از دستیارانش، پل دگنهارت، برای یافتن مکان مناسب در اطراف ریگا اقدام به جستجو کردند. ریگا در منطقه ای باتلاقی واقع شده بود که در آن سطح آب نزدیک به سطح زمین بود. این مسئله می‌توانست مانع از دفع مناسب هزاران جسد شود. از این روی، یکلن به زمین مرتفع داشت. مکان مناسب کشتار همچنین می‌بایست در بخش شمالی رود دائوگاوا و در فاصلهٔ قابل راه‌روی از گتو باشد. در حدود ۱۸ یا ۱۹ نوامبر یکلن در هنگام رانندگی به سمت جنوب به طرف اردوگاه کار اجباری سالاسپیلس (در آن هنگام در دست ساخت) از رومبولا گذر کرد، و این دقیقاً بری آنچه او می‌خواست مناسب بود. رومبولا نزدیک به ریگا بود، در زمینی مرتفع قرار، خاک ماسه ای داشت، و تنها عیب آن نزدیکی به بزرگراه (در ۱۰۰ متری) بود.

### سامانه یکلن
یکلن به ابدای «سامانه یکلن» خود در جریان بسیاری از کشتارهایی که در اوکراین ترتیب داده بود، پرداخت و این شامل کشتارهای بابی یار و کشتار کامیانتس-پودیلسکی نیز می‌شد. او روش خود را «ردیف کردن ساردین‌ها در قوطی کنسرو» (Sardinenpackung) نامید. روش یکلن از زبان فرماندهان آینزاتس‌گروپن در دادگاه نظامی نورنبرگ، البته نه به نام، به عنوان روشی برای جلوگیری از کار اضافی مرتبط با انداختن اجساد به درون گورها ذکر شد. گزارش شد که حتی برخی از قاتلان باتجربه آینزاتس‌گروپن ادعا کردند که از قساوت چنین روشی وحشت کرده بودند. پاکسازی با تیرباران البته هنگامی که صحبت از زنان و کودکان بود، با مشکل روبرو می‌شد. اتو اولندورف، که خود قاتلی پرکار بود، طبق شهادت خود در دادگاه پس از جنگ برای جنایات علیه بشریت، به روش‌های یکلن اعتراض کرده بود. یکلن کارمندانی داشت که در هر بخش جداگانه از این فرایند کشتار متخصص شده بودند؛ از جمله Genickschußspezialisten‌ها که «متخصصان شلیک به گردن» بودند. نه مولفه از این روش شبیه به خط تولید در گتو ریگا اعمال شد:
- پلیس امنیت مردم را در گتو از خانه‌های خود بیرون کرد.
- یهودیان در ستون‌های ۱۰۰۰ نفری سازمان یافته و به سوی کشتارگاه‌ها حرکت کردند.
- پلیس نظم آلمان (اوردنونگس‌پولیتزای یا اورپو) ستون‌ها را به سوی رومبولا هدایت کرد.
- پیشتر سه گودال کنده شده بودند و کشتارها همزمان انجام می‌شدند.
- قربانیان ناچار به درآوردن لباس‌ها و اشیای قیمتی خود شدند.
- قربانیان در راه گودال‌های کشتار از دالانی که از هر دو سوی توسط نگهبانان مسلح محافظت می‌شد گذر می‌کردند.
- برای خلاصی از دردسر انداختن اجساد مردگان به درون گودال‌ها، قاتلان قربانیان زنده را ناچار می‌کردند که بالای سر افراد دیگری که پیشتر تیرباران شده بودند، وارد گودال شوند.
- از اسلحه‌های خودکار روسی (منبع دیگر می‌گوید از تپانچه‌های نیمه‌خودکار[۲۸]) به جای سلاح‌های آلمانی استفاده می‌شد، چرا که خشاب آن‌ها ۵۰ گلوله در خود جای می‌داد و می‌توانست در هر بار یک گلوله شلیک کند. این امر همچنین می‌توانست در صورت کشف اجساد اندکی راه گریز برای قاتلان پدیدآورد تا ادعا کنند که از آنجا که قربانیان با گلوله‌های روسی تیرباران شده‌اند، NKVD یا دیگر سازمان‌های کمونیستی مسئول کشتار بوده‌اند.
- قاتلان قربانیان را ناچار می‌کردند که روی زمین گودال، یا بیشتر اوقات روی بدن کسانی که تازه تیرباران شده بودند، دراز بکشند. قربانیان توسط بارانی از گلوله کشته نمی‌شدند، بلکه برای صرفه جویی در مهمات، هر شخص تنها یک بار، از پشت سر، مورد اصابت گلوله قرار می‌گرفت. کسانی که به‌طور کامل جان نداده بودند، هنگام پوشاندن گودال با خاک، به سادگی زنده به گور می‌شدند.[۲۹]

### ترتیب حمل و نقل برای قربانیان ناتوان
یکلن ۱۰ تا ۱۲ خودرو و ۶ تا ۸ موتورسیکلت در اختیار تام خود داشت. این تعدا خودرو برای انتقال قاتلان و برخی شاهدان رسمی کافی بودند. برای انتقال ناتوانان یا سایر قربانیانی که نمی‌توانستند راهپیمایی ۱۰ کیلومتری را طی کنند، یکلن به حمل و نقل بیشتر و سنگین‌تری نیاز داشت. یکلن همچنین پیش‌بینی می‌کرد تعداد قابل توجهی از افراد در طول مسیر راهپیمایی به قتل برسند و برای برداشتن اجساد آن‌ها از زمین به حدود ۲۵ کامیون نیاز می‌بود. در نتیجه، او به مردان خود دستور داد تا درون ریگا برای یافتن وسایل نقلیه مناسب به جستجو بپردازند.

### برنامه‌ریزی نهایی و دستورالعمل‌ها
روز پنجشنبه، ۲۷ نوامبر ۱۹۴۱، یا در حوالی آن، یکلن جلسه‌ای با رهبران واحدهای شرکت کننده در دفتر پلیس محافظت ریگا (شوتس‌پولیتزای)، شاخه ای از پلیس نظم آلمان (اوردنونگس‌پولیتزای)، برگزار کرد تا اقدامات آن‌ها را درکشتار پیش رو هماهنگ کند.
به گفته کریستوفر براونینگ، به نظر می‌رسد این قضیه با نقشی اساسی است که بعدها پلیس نظم در هولوکاست بازی کرد، مطابقت داشته باشد:
امروزه دیگر تردیدی در این حقیقت وجود ندارد که اعضای پلیس نظم آلمان، اعم از نیروهای حرفه‌ای یا ذخیره، به شکل تشکیلات گردانی یا خدمات مقطعی، در مرکز هولوکاست بوده‌اند، و منبع اصلی نیروی انسانی برای حمل و نقل تبعیدیان، عملیات پاکسازی گتوها و کشتارهای بیشمار بوده‌اند.
یکلن بعد از ظهر روز شنبه، ۲۹ نوامبر ۱۹۴۱، این بار در ریترهاوس، جلسه دومی برای برنامه‌ریزی میان فرماندهان ارشد برگزار کرد. طبق نسخه‌های بعدی که به حاضران ارائه شدند، یکلن در برابر این افسران سخنرانی کرد و گفت که این وظیفه میهنی آنها است که یهودیان گتوی ریگا را پاکسازی کنند، انگار که آن‌ها در خط مقدم نبردهای آن هنگام در شرق بوده باشند. بعدها افسران ادعا کردند که یکلن به آنها گفته‌است که عدم شرکت در کشتارها معادل فرار از خدمت تلقی خواهد شد و کلیه کارکنان HSSPF که نخواهند در این عمل شرکت کنند می‌بایست به عنوان شاهد رسمی در محل پاکسازی حاضر شوند. هیچ مقام لتونیایی در جلسه ریترهاوس در ۲۹ نوامبر حضور نداشت.
حدود ساعت ۱۹:۰۰ در ۲۹ نوامبر، سومین جلسه کوتاه (حدود ۱۵ دقیقه) این بار در مقر پلیس حفاظت به ریاست کارل هایسه، رئیس پلیس محافظت، برگزار شد. وی به افراد خود گفت که آنها باید صبح روز بعد در ساعت ۴:۰۰ صبح ححاضر شوند تا اقدام به «اسکان مجدد» مردم در گتو ریگا کنند. اگرچه «اسکان مجدد» یک حسن تعبیر نازی در مورد کشتارها بود، اما هایسه و اکثر مردان پلیس حفاظت شرکت کننده ماهیت واقعی این عمل را می‌دانستند. دستورالعمل‌های نهایی نیز به شبه‌نظامیان و پلیس لتونیایی که می‌بایست مردم را در گتو به‌صف می‌کردند و در طول راه به عنوان نگهبان عمل می‌کردند، رسانده شدند. به پلیس لتونیایی گفته شد که آنها یهودیان را برای انتقال به یک اردوگاه اسکان مجدد به ایستگاه قطار رومبولا منتقل می‌کنند.
در دادگاه یانکه در اوایل دهه ۱۹۷۰، دادگاه آلمان غربی در هامبورگ دریافت که هدف از سامانه یکلن پنهان نگه داشتن هدف کشتار تا آخرین لحظه ممکن بود. دادگاه همچنین دریافت:
- که در جلسه عصر ۲۹ نوامبر ۱۹۴۱، فرماندهان میانی از گسترهٔ کامل کشتارهای مورد نظر اطلاع داشتند.
- که فرماندهان میانی می‌دانستند که دستور به قربانیان برای برداشتن چمدان بیشینه ۲۰ کیلویی تنها نیرنگی برای فریب قربانیان به این باور بود که آنها واقعاً در حال اسکان مجدد هستند؛[۲۸]
- که نیروهای رده‌های پایین تا لحظه مشاهده تیراندازی در جنگل نمی‌دانستند که در اصل چه برنامه‌ای ریخته شده بود.[۳۳]

ازرگایلیس این تصور را که ممکن است پلیس لتونیایی تصور بهتری از آنچه واقعاً در حال رخ دادن بوده‌است، داشته بوده را مورد تردید قرار داده‌است. او همچنین شواهدی از دستورالعمل‌های گمراه‌کننده‌ای را که آلمانی‌ها به پلیس لتونیایی داده بودند، آورده‌است، و نیز اینکه کمینه به برخی از آلمانی‌ها برای شلیک به نگهبانانی که ممکن بود در جریان راهپیمایی نتوانند یهودیان «نافرمان» را اعدام کنند، دستور داده شده بود.